# Mont Wade
Pour les articles homonymes, voir Wade.
Le mont Wade est le point culminant de la chaîne du Prince-Olav, à 4 084 mètres d'altitude, dans la chaîne de la Reine-Maud, dans la chaîne Transantarctique.
Il est découvert en 1911 par l'expédition Amundsen, photographié en vol par Richard Byrd en novembre 1929 et nommé d'après F. Alton Wade (1903-1978), géologue lors de l'expédition antarctique Byrd (1933-1935).